# Rhododendron State Park
El Rhododendron State Park es un Parque Botánico incluido en la red de Parques Estatales de Nuevo Hampshire de 1,102 hectáreas (2,723 acres) de extensión que se encuentra en la « Little Monadnock Mountain », y contiene unas 6.5 hectáreas (16 acres) del Rhododendron nativo Rhododendron maximum, es el mayor grupo de estos Rhododendron de otras 19 agrupaciones similares en el centro y norte de New England, y su límite norte en su área de desarrollo. 

## Localización
Rhododendron State Park Route 119W, en los alrededores de Fitzwilliam, Cheshire county, Nuevo Hampshire NH 03447, United States of America-Estados Unidos de América
Planos y vistas satelitales.42°47′05″N 72°11′30″O / 42.78472, -72.19167
En el parque se puede practicar la escalada, y hacer acampadas, pero los animales domésticos de compañía no están permitidos. Un corto sendero en circuito cerrado pasa por la zona de los rhododendron, y un sendero más largo de 110 millas « Metacomet-Monadnock Trail » recorre sobre la cima de la « Little Monadnock Mountain » en el centro del parque. 

## Historia
El Capitán Samuel Patch se asentó en la ciudad de Fitzwilliam en los terrenos que rodeaban el grupo de rhododendron en 1788. Entre el y su hijo, Sam Jr., construyeron entre 1790 y 1816, la casa de la familia conocida como "Old Patch Place". 
Al fallecer el propietario en 1841 y tras una serie de nuevos dueños, Stephen Follansbee compró la propiedad en 1865 e inició una empresa de agua mineral y de botes de rhododendron con silicato que anunciaba como, "silverette, Flour of the Forest." (Silverette, Harina del Bosque). Esta actividad comercial la efectuaba con pedidos suministrados por correo, y representó el pico de mayor actividad del lugar, que se fue perdiendo, y redescubriendo varias veces durante sus 200 años de historia. 
En 1901, Levi Fuller dueño de la propiedad, tenía intención de talarla. En reacción a esta amenaza sobre los rhododendron, Miss Mary Lee Ware de Boston (y Rindge, NH) compraron los terrenos. Esta benefactora los donó al « Appalachian Mountain Club » (AMC) en 1903 con la cláusula de que los terrenos de los rhododendron y el bosque de pinos estuvieran reservados, protegidos y abiertos a la visita pública para siempre, ( "...be held as a reservation property protected and open to the public....forever."). 
El AMC remodeló el "Old Patch Place" como un hostal/casa rural adyacente al « Metacomet Trail » que ellos mismos habían creado. El edificio estaba localizado de una manera ideal para recorrer la zona. Cuando el hostal no fue viable, el AMC transfirió la propiedad a la « N.H. Division of Parks and Recreation ». Desde 1946, la propiedad ha estado integrada en el sistema de parques del estado, aunque con la denominación especial de Parque Botánico. La casa rural "Old Patch Place" cerca de la entrada del parque fue incluida en el listado del National Register of Historic Places en 1980. 

## Colecciones
En el parque hay árboles de hoja perenne tal como diferentes especies de pinos y otras coníferas cuyas agujas al caer dan lugar al sustrato ácido profundo y rico que precisan los Rhododendron y el laurel de montaña para prosperar, y debajo del dosel de estas plantas y de algunos robles de hoja dura es donde se encuentran.
Pero también hay árboles caducifolios como abundantes aceres cuyas hojas al descomponerse producen un sustrato más alcalino, y favorable para otra cohorte de plantas.
En el parque se encuentran abundantes plantas arbustívas, con especímenes de Rhododendron con un estallido de floración a mediados de julio. Otros arbustos del sotobosque, « mountain laurel » (Kalmia latifolia), « heathers » (Cassiope), « mayflower » (Epigaea repens). 
A finales del verano prevalecen los « Indian pipe » (Aristolochia) y « woodland asters » (Eurybia)
En otoño presentan una sinfonía de vivos colores todas las bayas, « blueberries » (Vaccinium corymbosum), « cranberries » (Arándano rojo). 
En invierno con sus hojas siempre verdes las « wintergreen » (Gaultheria).